# Fojait
Fojait – zasadowa skała magmowa o pochodzeniu wulkanicznym lub subwulkanicznym. Odpowiednik głębinowego foidowego syenitu (foidowego sjenitu). Fojait zaliczany jest do skał jawnokrystalicznych. Najczęściej barwy szarej lub ciemnoszarej. Zawiera 10–60% foidów (skaleniowców). W zależności od rodzaju występujących skaleniowców tworzy się lokalną nazwę skały. Na diagramie klasyfikacyjnym QAPF fojait zajmuje pole 11.
- Struktura: jawnokrystaliczna, średniokrystaliczna.
- Skład mineralny: skalenie alkaliczne (ortoklaz, mikroklin, albit), skaleniowce (leucyt, nefelin, sodalit, nosean, hauyn, kankrynit, analcym), biotyt, amfibole, pirokseny. Minerały akcesoryczne, to: apatyt, cyrkon, ilmenit, rutyl, tytanit, ksenotym.